# Selección de fútbol de San Martín (Países Bajos)
La selección de fútbol de Sint-Maarten es el equipo representativo nacional de Sint-Maarten, la parte sur de la isla de San Martín, país autónomo constituyente del Reino de los Países Bajos. Es controlada por la Asociación de Fútbol de Sint Maarten, la cual es un miembro asociado a la Concacaf, pero no pertenece a la FIFA.
Tras estar inactivo por 18 años, la selección volvió a jugar por la copa del Caribe de 2017, pero esto no duraría mucho ya que perdió sus únicos 2 partidos, 5:0 ante Granada y por 1:2 ante las Islas Vírgenes Estadounidenses que hicieron historia al pasar de fase.

## Historia
Desde 1992 hasta 2016, el equipo solo había disputado aproximadamente 25 partidos oficiales. Entre 2000 y 2016, solo se había jugado un partido, un empate no oficial 2-2 en casa contra San Eustaquio el 20 de agosto de 2004. En 2012, el presidente de SMSA, Owen Nickie, declaró que la inactividad del equipo nacional se debía a la falta de mejoras necesarias en su estadio local. Indicó que también la falta de suficientes jugadores para elegir había impedido que el equipo compitiera en el pasado, pero que en ese momento tenían más que suficientes jugadores. En ese momento, la asociación discutió la posibilidad de organizar el Torneo de las Islas de Sotavento y participar en la clasificación de la Copa del Caribe de 2012 como dos de sus objetivos para el año. Nickie describió la no participación del equipo en la Copa del Caribe en el pasado como "un desafortunado hecho". En agosto de 2014, Sint Maarten estaba listo para ser coanfitrión del Torneo de las Islas de Sotavento, que había estado inactivo durante más de diez años. Sin embargo, el torneo se pospuso después de que Sint Maarten se retirara como anfitrión debido a problemas con las nuevas luces instaladas en el Complejo Deportivo Raoul Illidge, y Anguila, el otro anfitrión, se retiró por razones no especificadas. Un informe también indicó que los anfitriones se retiraron debido a "la incapacidad para albergar a los equipos". En mayo de 2015, la SMSA organizó un partido para seleccionar a los jugadores del equipo nacional. El partido estaba abierto a todos los jugadores con pasaporte holandés. Aunque el equipo sénior de Sint Maarten estaba inactivo, una selección juvenil participó en el primer Campeonato Sub-15 de la Concacaf en agosto de 2013, y Sint Maarten fue coanfitrión del Campeonato Sub-15 de la CFU en 2015 después de que la Concacaf cancelara el Campeonato Sub-15 de 2015 por razones no especificadas.

### Copa del Caribe 2017
Sint Maarten regresó al fútbol internacional en 2016, participando en la clasificación de la Copa del Caribe 2017 y siendo sorteado en el Grupo 2 junto con Granada e Islas Vírgenes de los Estados Unidos, con partidos de la primera ronda que se llevaron a cabo el 22 y 26 de marzo de 2016.[cita requerida] Sint Maarten había estado ausente de la competencia sénior de la CFU durante diecinueve años al ingresar al torneo. En enero de 2016, se anunció que el equipo de Sint Maarten para la clasificación de la Copa del Caribe 2017 estaría compuesto únicamente por jugadores de Flames United SC, los campeones reinantes de las competiciones de la Liga Sénior 2014/2015 y los campeones de la División de Excelencia 2012/2013 entre las islas de Sint Maarten, Saint-Martin y San Bartolomé. Sin embargo, poco después se informó que el informe anterior era inexacto y que Flames United en realidad competiría en el Campeonato de Clubes de la CFU. Sint Maarten disputó su primer partido internacional masculino sénior en 12 años el 13 de marzo de 2016, cuando fue el anfitrión de una victoria en casa por 2-0 contra Anguila como parte de la preparación de ambos equipos para la clasificación de la Copa del Caribe 2017. Ambos goles de Sint Maarten fueron anotados por Joost Röben. En el primer partido del torneo, Sint Maarten empató sin goles con Granada en la primera mitad, en la que dos de los titulares de Sint Maarten sufrieron lesiones. Más tarde se reveló que Raymond Wolff había sufrido una costilla rota antes de ser sustituido en la primera mitad, mientras que el holandés Rick De Punder fue acreditado con un gol en propia puerta.[cita requerida] Granada anotó cinco goles en la segunda mitad para asegurar la victoria por 5-0. Sint Maarten llegó a Granada para el partido de las 8:00 a las 16:00, ya que los fondos para el pasaje aéreo del equipo, pagados por la CFU, no llegaron a tiempo y no había asientos disponibles. El presidente de SMSA, Johnny Singh, pensó que el equipo no podría competir, pero se organizó otro vuelo a tiempo. El mismo escenario ocurrió para el vuelo de regreso, pero se esperaba que el equipo regresara a casa el jueves antes del partido contra USVI el sábado. Sint Maarten perdió el partido contra USVI por 1-2, lo que puso fin a la campaña de clasificación del equipo. El único gol de Sint Maarten fue anotado por Ramsleii Boelijn.

## Estadísticas

### Copa Oro de la Concacaf
| Copa Oro de la Concacaf | Copa Oro de la Concacaf | Copa Oro de la Concacaf | Copa Oro de la Concacaf | Copa Oro de la Concacaf | Copa Oro de la Concacaf | Copa Oro de la Concacaf | Copa Oro de la Concacaf |
| Año                     | Ronda                   | J                       | G                       | E                       | P                       | GF                      | GC                      |
| ----------------------- | ----------------------- | ----------------------- | ----------------------- | ----------------------- | ----------------------- | ----------------------- | ----------------------- |
| 1963 - 1985             | No existía la selección | No existía la selección | No existía la selección | No existía la selección | No existía la selección | No existía la selección | No existía la selección |
| 1989 - 1991             | No participó            | No participó            | No participó            | No participó            | No participó            | No participó            | No participó            |
| 1993                    | No clasificó            | No clasificó            | No clasificó            | No clasificó            | No clasificó            | No clasificó            | No clasificó            |
| 1996                    | No clasificó            | No clasificó            | No clasificó            | No clasificó            | No clasificó            | No clasificó            | No clasificó            |
| 1998                    | No clasificó            | No clasificó            | No clasificó            | No clasificó            | No clasificó            | No clasificó            | No clasificó            |
| 2000                    | Se retiró               | Se retiró               | Se retiró               | Se retiró               | Se retiró               | Se retiró               | Se retiró               |
| 2002                    | No participó            | No participó            | No participó            | No participó            | No participó            | No participó            | No participó            |
| 2003                    | No participó            | No participó            | No participó            | No participó            | No participó            | No participó            | No participó            |
| 2005                    | Se retiró               | Se retiró               | Se retiró               | Se retiró               | Se retiró               | Se retiró               | Se retiró               |
| 2007                    | No participó            | No participó            | No participó            | No participó            | No participó            | No participó            | No participó            |
| 2009                    | No participó            | No participó            | No participó            | No participó            | No participó            | No participó            | No participó            |
| 2011                    | No participó            | No participó            | No participó            | No participó            | No participó            | No participó            | No participó            |
| 2013                    | No participó            | No participó            | No participó            | No participó            | No participó            | No participó            | No participó            |
| 2015                    | No participó            | No participó            | No participó            | No participó            | No participó            | No participó            | No participó            |
| 2017                    | No clasificó            | No clasificó            | No clasificó            | No clasificó            | No clasificó            | No clasificó            | No clasificó            |
| 2019                    | No clasificó            | No clasificó            | No clasificó            | No clasificó            | No clasificó            | No clasificó            | No clasificó            |
| 2021                    | No clasificó            | No clasificó            | No clasificó            | No clasificó            | No clasificó            | No clasificó            | No clasificó            |
| 2023                    | No clasificó            | No clasificó            | No clasificó            | No clasificó            | No clasificó            | No clasificó            | No clasificó            |
| 2025                    | No clasificó            | No clasificó            | No clasificó            | No clasificó            | No clasificó            | No clasificó            | No clasificó            |
| Total                   | 0/28                    | -                       | -                       | -                       | -                       | -                       | -                       |

### Liga de Naciones de la Concacaf
| Liga de Naciones de la Concacaf | Liga de Naciones de la Concacaf | Liga de Naciones de la Concacaf | Liga de Naciones de la Concacaf | Liga de Naciones de la Concacaf | Liga de Naciones de la Concacaf | Liga de Naciones de la Concacaf | Liga de Naciones de la Concacaf | Liga de Naciones de la Concacaf | Liga de Naciones de la Concacaf |
| Año                             | Liga                            | Grp                             | Ronda                           | J                               | G                               | E                               | P                               | GF                              | GC                              |
| ------------------------------- | ------------------------------- | ------------------------------- | ------------------------------- | ------------------------------- | ------------------------------- | ------------------------------- | ------------------------------- | ------------------------------- | ------------------------------- |
| 2019-20                         | C                               | D                               | Tercer lugar                    | 4                               | 0                               | 0                               | 4                               | 6                               | 15                              |
| 2022-23                         | C                               | A                               | Primer lugar                    | 6                               | 3                               | 2                               | 1                               | 19                              | 9                               |
| 2023-24                         | B                               | A                               | Tercer lugar                    | 6                               | 2                               | 0                               | 4                               | 6                               | 15                              |
| 2024-25                         | B                               | C                               | Tercer lugar                    | 6                               | 3                               | 0                               | 3                               | 7                               | 18                              |
| Total                           | Total                           | Total                           | 4/4                             | 22                              | 8                               | 2                               | 12                              | 38                              | 57                              |

## Torneos regionales de la CFU

### Copa del Caribe
| Copa del Caribe | Copa del Caribe | Copa del Caribe | Copa del Caribe | Copa del Caribe | Copa del Caribe | Copa del Caribe | Copa del Caribe |
| Año             | Ronda           | J               | G               | E               | P               | GF              | GC              |
| --------------- | --------------- | --------------- | --------------- | --------------- | --------------- | --------------- | --------------- |
| 1989            | No clasificó    | No clasificó    | No clasificó    | No clasificó    | No clasificó    | No clasificó    | No clasificó    |
| 1990            | No clasificó    | No clasificó    | No clasificó    | No clasificó    | No clasificó    | No clasificó    | No clasificó    |
| 1991            | No participó    | No participó    | No participó    | No participó    | No participó    | No participó    | No participó    |
| 1992            | No clasificó    | No clasificó    | No clasificó    | No clasificó    | No clasificó    | No clasificó    | No clasificó    |
| 1993            | Fase de grupos  | 3               | 0               | 1               | 2               | 6               | 13              |
| 1994            | No clasificó    | No clasificó    | No clasificó    | No clasificó    | No clasificó    | No clasificó    | No clasificó    |
| 1995            | No clasificó    | No clasificó    | No clasificó    | No clasificó    | No clasificó    | No clasificó    | No clasificó    |
| 1996            | No clasificó    | No clasificó    | No clasificó    | No clasificó    | No clasificó    | No clasificó    | No clasificó    |
| 1997            | No clasificó    | No clasificó    | No clasificó    | No clasificó    | No clasificó    | No clasificó    | No clasificó    |
| 1998            | No participó    | No participó    | No participó    | No participó    | No participó    | No participó    | No participó    |
| 1999            | No participó    | No participó    | No participó    | No participó    | No participó    | No participó    | No participó    |
| 2001            | No participó    | No participó    | No participó    | No participó    | No participó    | No participó    | No participó    |
| 2005            | No participó    | No participó    | No participó    | No participó    | No participó    | No participó    | No participó    |
| 2007            | No participó    | No participó    | No participó    | No participó    | No participó    | No participó    | No participó    |
| 2008            | No participó    | No participó    | No participó    | No participó    | No participó    | No participó    | No participó    |
| 2010            | No participó    | No participó    | No participó    | No participó    | No participó    | No participó    | No participó    |
| 2012            | No participó    | No participó    | No participó    | No participó    | No participó    | No participó    | No participó    |
| 2014            | No participó    | No participó    | No participó    | No participó    | No participó    | No participó    | No participó    |
| 2016            | No clasificó    | No clasificó    | No clasificó    | No clasificó    | No clasificó    | No clasificó    | No clasificó    |
| Total           | 1/19            | 3               | 0               | 1               | 2               | 6               | 13              |

## Últimos partidos y próximos encuentros
Actualizado al último partido jugado el 18 de noviembre de 2024
| Fecha      | Ciudad      | Local                 | Resultado | Visitante    | Competición                     |
| ---------- | ----------- | --------------------- | --------- | ------------ | ------------------------------- |
| 15-10-2023 | Basseterre  | S. Cristóbal y Nieves | 0:1       | Sint Maarten | Liga de Naciones Concacaf 23/24 |
| 16-11-2023 | Wildey      | Sint Maarten          | 0:2       | Guadalupe    | Liga de Naciones Concacaf 23/24 |
| 19-11-2023 | Gros Islet  | Santa Lucía           | 1:2       | Sint Maarten | Liga de Naciones Concacaf 23/24 |
| 17-03-2024 | Philipsburg | Sint Maarten          | 1:1       | Anguila      | Partido amistoso                |
| 04-06-2024 | Arnhem      | Sint Maarten          | 3:1       | Bonaire      | Partido amistoso                |
| 06-09-2024 | Mayagüez    | Aruba                 | 0:2       | Sint Maarten | Liga de Naciones Concacaf 24/25 |
| 09-09-2024 | Mayagüez    | Sint Maarten          | 0:6       | Haití        | Liga de Naciones Concacaf 24/25 |
| 11-10-2024 | Oranjestad  | Puerto Rico           | 2:3       | Sint Maarten | Liga de Naciones Concacaf 24/25 |
| 14-10-2024 | Oranjestad  | Sint Maarten          | 1:2       | Puerto Rico  | Liga de Naciones Concacaf 24/25 |
| 15-11-2024 | Mayagüez    | Haití                 | 8:0       | Sint Maarten | Liga de Naciones Concacaf 24/25 |
| 18-11-2024 | Mayagüez    | Sint Maarten          | 1:0       | Aruba        | Liga de Naciones Concacaf 24/25 |

## Récord histórico
- Actualizado al 18 de noviembre de 2024: (Sint Maarten 1-0 Aruba)

     más victorias
     igualado
     más derrotas
| Rival                        | Juegos | G  | E  | P  | GF | GC  | DG  |
| ---------------------------- | ------ | -- | -- | -- | -- | --- | --- |
| Aruba                        | 4      | 2  | 1  | 1  | 5  | 7   | -2  |
| Anguila                      | 7      | 5  | 2  | 0  | 14 | 2   | +12 |
| Antigua y Barbuda            | 3      | 1  | 0  | 2  | 2  | 7   | -5  |
| Bermudas                     | 1      | 0  | 0  | 1  | 0  | 12  | -12 |
| Bonaire                      | 3      | 2  | 1  | 0  | 11 | 4   | +7  |
| Curazao                      | 1      | 0  | 0  | 1  | 1  | 2   | -1  |
| Dominica                     | 3      | 0  | 0  | 3  | 1  | 6   | -5  |
| Granada                      | 1      | 0  | 0  | 1  | 0  | 5   | -5  |
| Guayana Francesa             | 1      | 0  | 0  | 1  | 1  | 4   | -3  |
| Guadalupe                    | 4      | 0  | 0  | 4  | 2  | 13  | -11 |
| Haití                        | 3      | 0  | 0  | 3  | 0  | 27  | -27 |
| Islas Caimán                 | 3      | 1  | 1  | 1  | 5  | 8   | -3  |
| Islas Vírgenes Británicas    | 5      | 2  | 1  | 2  | 9  | 7   | +2  |
| Islas Vírgenes E.U           | 3      | 1  | 1  | 1  | 4  | 4   | 0   |
| Jamaica                      | 2      | 0  | 0  | 2  | 2  | 5   | -3  |
| Martinica                    | 2      | 0  | 1  | 1  | 1  | 11  | -10 |
| Puerto Rico                  | 3      | 1  | 0  | 2  | 4  | 7   | -3  |
| San Cristóbal y Nieves       | 6      | 2  | 1  | 3  | 6  | 10  | -4  |
| Saint-Martin                 | 3      | 1  | 0  | 2  | 7  | 16  | -9  |
| San Bartolomé                | 3      | 0  | 1  | 2  | 5  | 11  | -6  |
| San Vicente y las Granadinas | 1      | 0  | 0  | 1  | 1  | 6   | -5  |
| Santa Lucía                  | 2      | 1  | 0  | 1  | 3  | 6   | -3  |
| Turcas y Caicos              | 4      | 1  | 0  | 3  | 12 | 12  | 0   |
| TOTAL                        | 68     | 20 | 10 | 38 | 96 | 192 | -96 |

## Jugadores

### Última convocatoria
Los siguientes futbolistas fueron convocados para disputar la clasificación para la Copa de Oro de la Concacaf 2023.
| No. | Pos. | Jugador             | Fecha de nacimiento (edad)        | Apa. | Goles | Club              |
| --- | ---- | ------------------- | --------------------------------- | ---- | ----- | ----------------- |
| 1   | POR  | Cartalino Joseph    | 22 de abril de 2002 (23 años)     | 0    | 0     | Charlois          |
| 20  | POR  | Gikay Croes         | 6 de marzo de 1990 (35 años)      | 8    | 0     | Dakota            |
|     |      |                     |                                   |      |       |                   |
| 2   | DEF  | Ilounga Pata        | 12 de noviembre de 2000 (24 años) | 3    | 0     | TOP Oss           |
| 3   | DEF  | Mitchell De Nooijer | 29 de febrero de 2000 (25 años)   | 2    | 0     | Goes              |
| 4   | DEF  | Kael Richards       | 13 de febrero de 2000 (25 años)   | 8    | 0     | Keiser University |
| 5   | DEF  | Diaro Forsythe      | 11 de enero de 2001 (24 años)     | 9    | 0     | t' Zand           |
| 12  | DEF  | Ronan Olivacce      | 27 de marzo de 2004 (21 años)     | 4    | 0     | Excelsior         |
| 14  | DEF  | Duane Tjen-A-Kwoei  | 11 de agosto de 1998 (26 años)    | 6    | 0     | Spijkenisse       |
|     |      |                     |                                   |      |       |                   |
| 6   | MED  | Oliver Hobgood      | 1 de julio de 2004 (21 años)      | 2    | 0     | Herning Fremad    |
| 8   | MED  | Ties Kerssies       | 26 de diciembre de 2003 (21 años) | 6    | 1     | Roda '46          |
| 10  | MED  | Kay Gerritsen       | 25 de abril de 1997 (28 años)     | 10   | 2     | DSOV              |
| 13  | MED  | Amadeus Aventurin   | 1 de junio de 2005 (20 años)      | 0    | 0     | SCSA Eagles       |
| 18  | MED  | Jean-Jacques Craane | 17 de julio de 2003 (21 años)     | 9    | 1     | Shaw University   |
| 19  | MED  | Quintón Christina   | 3 de mayo de 1995 (30 años)       | 0    | 0     | Noordwijk         |
|     |      |                     |                                   |      |       |                   |
| 7   | DEL  | Chovanie Amatkarijo | 20 de mayo de 1999 (26 años)      | 2    | 1     | Östersunds FK     |
| 9   | DEL  | Len Bleeker         | 28 de agosto de 2005 (19 años)    | 1    | 0     | Excelsior         |
| 11  | DEL  | Sergio Hughes       | 24 de febrero de 2002 (23 años)   | 6    | 2     | Kozakken Boys     |
| 15  | DEL  | Jeroen Cox          | 13 de diciembre de 1997 (27 años) | 2    | 1     | Maastricht West   |
| 16  | DEL  | T-Shawn Illidge     | 22 de agosto de 2003 (21 años)    | 2    | 1     | Gemert            |
| 17  | DEL  | Gerwin Lake         | 9 de abril de 1996 (29 años)      | 11   | 15    | Portugaal         |
| 21  | DEL  | Elmer de Vries      | 19 de noviembre de 2000 (24 años) | 5    | 1     | Unitas            |